# Armando Casalini
Pour les articles homonymes, voir Casalini (homonymie).
Armando Casalini, né le 14 juin 1883 à Forlì et assassiné le 12 septembre 1924 à Rome, est un homme politique italien. Secrétaire du Parti républicain italien qui finit par devenir député fasciste. 

## Biographie
Armando Casalini est né dans une famille besogneuse de Forli en juin 1883. Autodidacte, il entre dans la vie active comme ouvrier mécanicien et ne peut faire son service militaire en raison d'une malformation physique.  il ne cache pas ses idées républicaines et dirige à partir de 1910 le journal Il Pensiero Romagnolo. C'est alors un ami de Pietro Nenni. En juin 1914, il prend part à l'insurrection de la Semaine rouge. 
Lorsque  la Première Guerre mondiale éclate, Armando Casalini s'enrôle comme cycliste en dépit de ses problèmes physiques. En juin 1916, il adhère à Forli  à la franc-maçonnerie  puis devient, en juillet, secrétaire du Parti républicain italien. Il occupe ce poste jusqu'en avril 1920.
À la suite de la formation des Faisceaux italiens de combat, Armando Casalini se rapproche des idées de Benito Mussolini. En 1922, il quitte définitivement son parti et fonde, avec d'autres ex-républicains, l'« Unione Mazziniana Nazionale »  qui se réclame des idées de Giuseppe Mazzini. En 1924, candidat fasciste, il est élu au Parlement pour la circonscription de Lombardie. Parallèlement, il est nommé secrétaire général adjoint des Corporations.
Le 12 septembre 1924, alors qu'il prend le tramway avec sa fille Lidia, Casalini est assailli par le charpentier communiste Giovanni Corvi qui lui tire trois coups de revolver après s'être exclamé : « Vendetta per Matteotti ! » ( Vengeance pour Matteotti !) . La presse couvre l'événement et décrit le meurtrier comme un homme psychologiquement dérangé. 
Armando Casalini fait l'objet de funérailles nationales le 15 septembre 1924 auxquelles assiste Mussolini. La cérémonie est dirigée par Edmondo Rossoni. Le député est ensuite inhumé au cimetière de Campo Verano à Rome.